# Саїманга мала
Саїманга мала (Anthreptes seimundi) — вид горобцеподібних птахів родини нектаркових (Nectariniidae). Мешкає в Західній і Центральній Африці.

## Підвиди
Виділяють три підвиди:
- A. s. kruensis (Bannerman, 1911) — від Гвінеї і Сьєрра-Леоне до Того;
- A. s. seimundi (Ogilvie-Grant, 1908) — острів Біоко;
- A. s. minor Bates, GL, 1926 — від Нігерії до Південного Судану, Уганди, північно-західної Танзанії і Анголи.

## Поширення і екологія
Малі саїманги поширені від Гвінеї до північної Анголи і Уганди. Вони живуть в тропічних лісах, чагарникових заростях, саванах і плантаціях.